# Шомон (Шер)
Шомо́н (фр. Chaumont) — коммуна во Франции, находится в регионе Центр. Департамент — Шер. Входит в состав кантона Санкуэн. Округ коммуны — Сент-Аман-Монтрон.
Код INSEE коммуны — 18060.
Коммуна расположена приблизительно в 230 км к югу от Парижа, в 135 км юго-восточнее Орлеана.

## Население
Население коммуны на 2008 год составляло 48 человек.
| 1962 | 1968 | 1975 | 1982 | 1990 | 1999 | 2008 |
| ---- | ---- | ---- | ---- | ---- | ---- | ---- |
| 64   | 78   | 60   | 48   | 37   | 49   | 48   |

## Администрация
| Период | Период | Фамилия          | Партия | Примечания |
| ------ | ------ | ---------------- | ------ | ---------- |
| 2001   | 2008   | Эммануэль Леконт |        |            |
| 2008   | 2014   | Ришар Ковалишин  |        |            |

## Экономика

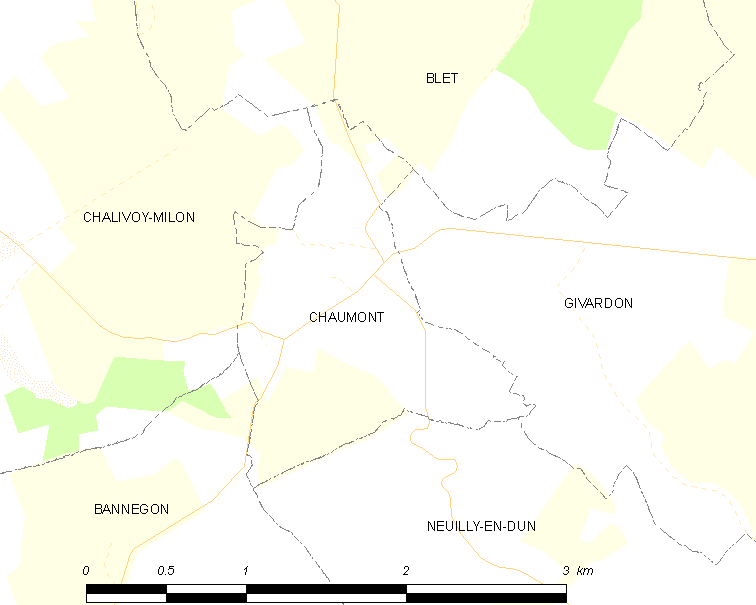
Карта коммуны

В 2007 году среди 29 человек в трудоспособном возрасте (15-64 лет) 23 были экономически активными, 6 — неактивными (показатель активности — 79,3 %, в 1999 году было 59,4 %). Из 23 активных работали 20 человек (9 мужчин и 11 женщин), безработных было 3 (2 мужчин и 1 женщина). Среди 6 неактивных 0 человек были учениками или студентами, 4 — пенсионерами, 2 были неактивными по другим причинам.